# Чемпионат СССР по классической борьбе 1938
9-й Чемпионат СССР по классической борьбе проходил в Севастополе с 24 по 26 ноября 1938 года, в Баку с 1 по 3 декабря, в Ленинграде с 6 по 8 декабря.
Практиковавшееся до сих пор проведение всесоюзных первенств в одни и те же дни в одном и том же городе для всех весовых категорий создавало большие организационные трудности, перегружало соревнования. В 1938 году Всесоюзный комитет по делам физической культуры и спорта рассредоточил соревнования, проведя их в трёх городах: легчайший, лёгкий и полусредний вес — в Ленинграде, наилегчайший, полутяжёлый и тяжёлый веса — в Баку, полулёгкий и средний веса — в Севастополе.

## Медалисты
| Весовая категория | Золото                          | Серебро                            | Бронза                    |
| ----------------- | ------------------------------- | ---------------------------------- | ------------------------- |
| Наилегчайший вес  | Арташес Карапетян Баку          | Николай Раков Ленинград            | Сергей Спиридонов Харьков |
| Легчайший вес     | Борис Люляков Москва            | Михаил Климачев Ростов-на-Дону     | Александр Рыбаков Москва  |
| Полулёгкий вес    | Арменак Ялтырян Харьков         | Епифан Тарасов Ленинград           | Николай Баскаков Москва   |
| Лёгкий вес        | Леонид Егоров Москва            | Валериан Трубчанинов Ленинград     | С. Пасечников Москва      |
| Полусредний вес   | Григорий Воронин Киев           | Ф. Федосов Баку                    | Алексей Катулин Москва    |
| Средний вес       | Григорий Пыльнов Москва         | Луспарон Хантимерян Ростов-на-Дону | Василий Бровченко Москва  |
| Полутяжёлый вес   | Константин Дерич Ростов-на-Дону | Иван Плясуля Ереван                | Варгашак Мачкалян Тбилиси |
| Тяжёлый вес       | Арон Ганжа Киев                 | Александр Сенаторов Москва         | М. Наков Орджоникидзе     |